# Trysunda
Trysunda este o arie protejată (arie specială de conservare — SAC, sit de importanță comunitară — SCI) din Suedia întinsă pe o suprafață de 1.051,8 ha, integral pe uscat.

## Localizare
Centrul sitului Trysunda este situat la coordonatele 63°08′09″N 18°47′19″E / 63.1358°N 18.7885°E.

## Înființare
Situl Trysunda a fost declarat sit de importanță comunitară în decembrie 1995 pentru a proteja un număr necunoscut de specii din flora spontană și fauna sălbatică aflate în arealul zonei. Situl a fost protejat și ca arie specială de conservare în martie 2011.

## Biodiversitate
Situată în ecoregiunile boreală și marină baltică, aria protejată conține 11 habitate naturale: Litoraluri nisipoase din Baltica boreală cu vegetație perenă, Păduri fino-scandinave bogate în ierburi cu Picea abies, Păduri caducifoliate de mlaștină fino-scandinave, Insulițe și insule mici din Baltica boreală, Pășuni din zone de pădure fino-scandinave, Vegetație perenă pe țărmurile stâncoase, Taiga vestică, Mlaștini împădurite, Lacuri și iazuri distrofice naturale, Mlaștini turboase de tranziție și turbării mișcătoare, Faleze cu vegetație de pe coastele atlantice și baltice.
La baza desemnării sitului se află un număr nedeclarat de specii protejate.